# Ehlange
Ehlange är en ort i Luxemburg.   Den ligger i distriktet Luxemburg, i den södra delen av landet, 11 kilometer sydväst om huvudstaden Luxemburg. Ehlange ligger 312 meter över havet och antalet invånare är 429.
Terrängen runt Ehlange är platt, och sluttar österut.  Runt Ehlange är det ganska tätbefolkat, med 108 invånare per kvadratkilometer.. Närmaste större samhälle är Luxemburg, 10,7 kilometer nordost om Ehlange. 
I omgivningarna runt Ehlange växer i huvudsak blandskog.